# Papa Babacar Mbaye
 (janvier 2013).
Si vous disposez d'ouvrages ou d'articles de référence ou si vous connaissez des sites web de qualité traitant du thème abordé ici, merci de compléter l'article en donnant les références utiles à sa vérifiabilité et en les liant à la section « Notes et références ».
Papa Babacar Mbaye est un homme politique sénégalais, né le 15 avril 1967 à Dakar et mort le 30 janvier 2004 dans cette même ville. Il fut ministre chargé des relations entre les assemblées au sein du gouvernement Loum.

## Biographie et carrière
Né le 15 avril 1967 à Dakar, Papa Babacar Mbaye entra très vite dans le jeu politique sénégalais. Fils de Mamadou Mbaye dit Léopold et de Aida Camara, il vécut dans le quartier de Grand Yoff où il grandit avec ses 5 frères et sœurs.
Dès l'âge de 15 ans, il entra dans un club scout appelé « Pionniers du Sénégal » où il rencontrât la plupart de ses meilleurs amis.
Il fit ses études à l’université Cheikh Anta Diop où il rencontrât Ndéye « Doynekh » Diouf qui devient son amie, puis son épouse .
Devenu secrétaire général de la jeunesse socialiste, il travailla auprès d'hommes comme Ousmane Tanor Dieng ou Khalifa Sall qui fut l'un de ses meilleurs amis.
Son fils aîné Mamadou ibn Ababacar, dit Leopold Mbaye, naquit le 4 mars 1995, son second Amath Abdoul Aziz Mbaye naquit le 24 octobre 1997, sa fille Ghaels Babacar Mbaye naît le 14 septembre 1999 , Abdou Diouf Mbaye naquit le 7 septembre 2001
Il fut nommé ministre chargé des relations entre les assemblées en juillet 1998 et devint député de 2000 à 2004.
Après une longue maladie[Laquelle ?], Papa Babacar mourut le 30 janvier 2004 à l’hôpital SUMA Assistance ..